# أليكس مورتنسن (لاعب كرة قدم)
أليكس مورتنسن (بالسويدية: Alex Mortensen) هو لاعب كرة قدم سويدي في مركز الهجوم، ولد في 13 يوليو 2002 في السويد. لعب مع نادي غرونينغن ونادي كالمار.

## وصلات خارجية
- أليكس مورتنسن (لاعب كرة قدم) على موقع اتحاد السويد (السويدية)
- أليكس مورتنسن (لاعب كرة قدم) على موقع قاعدة بيانات كرة القدم.إي يو (الإنجليزية)
- أليكس مورتنسن (لاعب كرة قدم) على موقع Soccerway.com (الإنجليزية)
- أليكس مورتنسن (لاعب كرة قدم) على موقع عالم كرة القدم.نت (الإنجليزية)

{{شريط تصفح تشكيلة فريق كرة قدم
|الاسم=
|اسم الفريق= نادي غرونينغن
|القائمة=
- 1 Etienne Vaessen [الإنجليزية]‏
- 2 Wouter Prins [الإنجليزية]‏
- 3 Thijmen Blokzijl [الإنجليزية]‏
- 4 Hjalmar Ekdal [الإنجليزية]‏
- 5 Marco Rente [الإنجليزية]‏
- 6 Stije Resink [الإنجليزية]‏
- 7 باكونا
- 9 Brynjólfur Willumsson [الإنجليزية]‏
- 10 فالينتي
- 11 إيمران
- 14 Jorg Schreuders [الإنجليزية]‏
- 16 Dave Kwakman [الإنجليزية]‏
- 17 قالب:Kristian Lien (footballer)
- 18 De Jonge
- 20 سيونتجينس
- 21 Hidde Jurjus [الإنجليزية]‏
- 22 Finn Stam [الإنجليزية]‏
- 23 Turay
- 24 Baron
- 25 أوستينغ
- 26 Thom van Bergen [الإنجليزية]‏
- 27 مينديز
- 29 Romano Postema [الإنجليزية]‏
- 31 Meijster
- 36 Mariani
- 43 بيرسمان
- 46 Van der Werff
- 67 Bouland
- 99 فين
- مدرب: Dick Lukkien [الإنجليزية]‏